# حسين هادي
حسين هادي لاعب كرة قدم سعودي سابق.
هو حسين هادي محمد كرنشي, من مواليد الرياض وسط السعودية لعب سابقاً لأندية النصر والحزم والرياض و نادي الفيحاء و نادي الدرعية, كما مثل المنتخب السعودي.
برزت موهبته في منتصف التسعينات, حيث قدم مستويات ملفتة مع فريق درجة الشباب بنادي النصر وبدأ عام 1415هـ أول مواسمه مع الفريق الأول وقدم حينها مستويات متميزة مما جعل البعض يصفه بخليفة قائد النصر السابق والاسطورة ماجد عبد الله.
وتوج حسين هادي بعدد من الألقاب الشخصية والجماعية مع النصر ولكن موهبته بدأت في التراجع كثيراً بنهاية التسعينات مما جعله أسيراً لدكة البدلاء حتى تخلى النصر عنه لصالح نادي الحزم ومن ثم لنادي الرياض.
ومن الأهداف التي لا تنسى لحسين هادي التي كانت في مرمى فريق الهلال بصفته أحد المتخصصين في شباكه, كما سجل هدفاً في مرمى الاتحاد في نهائي 1418 على كأس الاتحاد السعودي وهو ماحسم اللقب لمصلحة النصر.
أما عن مسيرته الدولية, فلم يمثل المنتخب كثيراً سوى في كاس القارات 1995 بالرياض حيث شارك في بعض دقائقها كلاعب بديل.

## إسهاماته مع النصر
- الحصول على الدوري السعودي 1415
- الحصول على كأس الاتحاد السعودي 1418
- هداف كأس الاتحاد السعودي 1418 بسبعة اهداف
- الحصول على كأس الكؤوس الآسيوية 1418
- الحصول على كأس السوبر الآسيوي 1419
- الحصول على كأس الخليج للأندية 1416 و1417